# Lemukih
Lemukih is een bestuurslaag in het regentschap Buleleng van de provincie Bali, Indonesië. Lemukih telt 3352 inwoners (volkstelling 2010).